# María Pombo
María Pombo Ribó (Madrid, 17 de octubre de 1994) es una celebridad de Internet y empresaria española, que ha protagonizado campañas de publicidad, revistas de moda y programas de televisión en su país natal. En 2023 se estrenó un docu-reality sobre su vida llamado Pombo, que cuenta con tres temporadas en la plataforma Prime Video.

## Biografía
María Pombo Ribó nació el 17 de octubre de 1994 en Madrid, en el seno de una familia numerosa. Es hija de Víctor Pombo, más conocido como "Vituco" Pombo (Madrid, 9 de septiembre de 1961) y Teresa Ribó. Ttiene dos hermanas: Lucía, la mayor (Madrid, 10 de diciembre de 1989), y Marta, la mediana (Madrid, 14 de enero de 1992).
María Pombo cursó sus estudios primarios en un colegio vinculado al Opus Dei, en Madrid. Más adelante, continuó su formación académica en distintos centros, e incluso se trasladó al extranjero, viviendo durante un tiempo en ciudades como Vancouver (Canadá) y Michigan (Estados Unidos), donde perfeccionó su inglés y vivió experiencias internacionales que marcaron su visión del mundo.
Aunque inicialmente se interesó por carreras relacionadas con la comunicación y el diseño, decidió abandonar sus estudios universitarios cuando su presencia en redes sociales comenzó a crecer de forma exponencial. Gracias a su estilo de vida, carisma y cercanía, María empezó a ganar una gran comunidad de seguidores en Instagram, lo que la llevó a convertirse en una de las influencers más reconocidas de España.
Su éxito digital le permitió emprender proyectos propios, colaborar con importantes marcas de moda y belleza, y consolidar su imagen pública más allá de las redes, participando en campañas publicitarias, entrevistas y eventos del mundo social y empresarial.

### Vida privada
Mantuvo una relación de dos años con el futbolista Álvaro Morata entre 2013 y 2015. Con la que saltó a la fama a nivel mediático en la prensa del corazón.
En 2016 conoció al empresario Pablo Castellano, con quien se casó en Cantabria en 2019. Juntos han tenido dos hijos: Martín Castellano Pombo, nacido en 2020, y Vega Castellano Pombo, nacida en 2023. Fue diagnosticada con esclerosis múltiple tras el nacimiento de su primer hijo.

## Trayectoria profesional
Comenzó a trabajar como influencer en 2015 como creadora de contenido de moda, belleza y estilo de vida, a través de un blog personal y de Instagram. Poco a poco, fue ampliando su audiencia hasta conseguir más de tres millones de seguidores, siendo catalogada por la revista Forbes como «Top 100 influencers más destacados de España» en 2020 y como «Best Content Creators» en 2023. Gracias a su trabajo, se alzó con el premio más importante para los creadores de contenido en España, un premio Ídolo a la influencer del año en 2022.

### Moda

#### Tipi Tent
Fundada en 2017 junto a su hermana Marta Pombo y el exmarido de esta, Luis Giménez, Tipi Tent fue una marca de ropa juvenil y moderna que alcanzó una facturación cercana a los 2 millones de euros en 2021. Sin embargo, en julio de 2024, María y Marta se desvincularon del proyecto debido a desacuerdos internos y problemas financieros, incluyendo una deuda de más de 17.500 euros con una empresa de logística .

#### Name The Brand
Lanzada en 2019, esta firma de moda ofrecía prendas versátiles y adaptadas a las tendencias actuales. No obstante, en abril de 2025, María Pombo decidió cerrar la marca y cesar su actividad, desvinculándose completamente del sector textil.

### Gastronomía

#### La Martinuca
Este negocio, especializado en la elaboración y venta de tortillas de patata, ha sido uno de los más exitosos de María Pombo. Fundado en 2021 junto a Víctor Naranjo, La Martinuca comenzó como un servicio de entrega a domicilio en Madrid y ha expandido su presencia con locales físicos en Madrid y Barcelona. En 2024, la empresa alcanzó una facturación de 3,5 millones de euros, convirtiéndose en su proyecto más rentable

### Música
SuaveFest
Creado en 2019 para celebrar su primer millón de seguidores en Instagram, SuaveFest es un festival de música urbana que ha celebrado varias ediciones en diferentes localidades de Madrid. Aunque ha enfrentado algunas polémicas, el evento se ha consolidado como una cita destacada en el panorama musical juvenil.
En 2021 participó en forma de cameo en el vídeo musical de la canción «Ateo» de C. Tangana y Nathy Peluso.

### Representación de Talentos
Vertical Group
En 2023, María Pombo se unió como socia a Vertical Group, una agencia de representación y creación de contenido fundada por Marc Márquez. Además de gestionar su propia carrera, María participa en la gestión de talentos emergentes en el ámbito digital .
También ha realizado campañas publicitarias prestando su imagen para empresas como Good Hair Day (GHD), Neonail o la marca de joyas Agatha Paris.

### Televisión
En 2020 participó por primera vez en un medio televisivo, como invitada del programa El hormiguero. Un año más tarde, fue una de las participantes del programa Mask Singer: adivina quién canta, en el que obtuvo el tercer puesto bajo la máscara de huevo. Poco después, concursó en la segunda edición del programa de aventuras El desafío, donde obtuvo el quinto puesto de la competencia.
En 2023 estrenó como principal protagonista el docu-reality Pombo, emitido en Amazon Prime Video, la serie muestra de forma cercana y detallada distintos aspectos de su vida, tanto personales como profesionales, incluyendo su faceta como madre, empresaria e influencer.  Gracias a la buena acogida del público, se estrenó su segunda temporada en febrero de 2024.

## Filmografía
| Año       | Título                           | Notas                         |
| --------- | -------------------------------- | ----------------------------- |
| 2021      | Mask Singer: adivina quién canta | Concursante - 3.ª finalista   |
| 2022      | El desafío                       | Concursante - 5.ª clasificada |
| 2023      | Los 40 Music Awards              | Entregadora de premio         |
| 2023–2024 | Pombo                            | Protagonista del documental   |

| Año  | Título | Intérprete                |
| ---- | ------ | ------------------------- |
| 2021 | «Ateo» | C. Tangana y Nathy Peluso |

## Premios y nominaciones
- Premio a la comunicación por DO La Mancha (2021).[19]
- Premio Ídolo a la influencer del año 2022.[20]
- Premio International Influencers Awards 2022 en la categoría «lifestyle».[21]
- Premio Forbes Best Influencers 2022.[22]